# Confédération européenne des vignerons indépendants
La Confédération Européenne des Vignerons Indépendants (CEVI) est une organisation professionnelle européenne, active dans la filière viticole. 

## Historique
Au cours du XXe siècle, des associations locales puis nationales de vignerons indépendants se sont créées en France et en Europe, en réaction aux évolutions politiques et économiques auxquelles étaient confrontés les vignerons indépendants. Si les contextes étaient différents, les objectifs qui ont présidé à la création de ces associations étaient les mêmes : assurer la défense et représenter le métier de vigneron indépendant et ses spécificités vis-à-vis des autres organisations professionnelles, des pouvoirs publics et des consommateurs. Dans la même logique, la CEVI a été créée le 4 décembre 2002, à Bordeaux, à l'initiative des Vignerons Indépendants de France, de la FENAVI (Fédération Nationale des Vignerons Indépendants du Portugal) et de l'ASVEI (Association Suisse des Vignerons Encaveurs Indépendants)[réf. souhaitée].

## Fonctionnement

### Membres
La CEVI rassemble les vignerons indépendants de ses douze fédérations adhérentes : 
- Vignerons Indépendants de France (VIF)
- Association Suisse des Vignerons Encaveurs Indépendants (ASVEI)
- Fédération Nationale des Vignerons Indépendants du Portugal (FENAVI)
- Organisation Professionnelle des Vignerons Indépendants de la Moselle Luxembourgeoise (OPVI)
- Association Hongroise des Vignerons Indépendants (Vindependent)
- Family Estate Slovenia
- Fédération Italienne des Vignerons Indépendants (FIVI)
- Association des Vignerons de Wallonie et la Belgische Wijnbouwers en Belgique[1]
- Association Bulgare des Vignerons Indépendants (BAIW)
- Caves Artisanales de Grèce (AWG)
- Vinařská asociace ČR en Tchéquie
- Gremi de Vinyataires Lliures en Espagne

### Organes
Les organes de la CEVI sont composés de vignerons indépendants, représentants de leurs fédérations nationales :
- Assemblée Générale
- Conseil d'Administration
- Bureau

### Présidence
- Xavier de Volontat (France), de 2002 à 2011
- Thomas Montagne (France) de 2011[2] à 2021
- Matilde Poggi (Italie), depuis 2021[3]

## Missions
L'objectif général de la CEVI est de défendre et de promouvoir le métier de vigneron indépendant dans un cadre européen et international dans tous les domaines. 
- Au niveau réglementaire, la CEVI mène des actions de lobbying sur les dossiers touchant les vignerons indépendants : organisation commune des marchés des produits agricoles, Politique agricole commune, étiquetage[4], simplification des ventes à distance, pratiques œnologiques, promotion de la consommation modérée[5], etc.
- Au niveau économique, la CEVI propose des outils rendant possible une approche collective à ses membres engagés dans des logiques entrepreneuriales individuelles. Par exemple, la CEVI propose un programme de placement en stage pour les jeunes vignerons (programme Mowine[6]) et participe à des projets européens de recherche et d'innovation (projet Winenvironment[7]).

## Les vignerons indépendants

### Définition du métier de vigneron indépendant
Le terme de vigneron indépendant désigne la profession de celui qui cultive sa vigne, récolte son raisin, vinifie son vin et le commercialise directement. Le vigneron indépendant est un chef d'entreprise, à la tête d'une exploitation viticole, le plus souvent familiale. Ce métier spécifique existe dans tous les pays viticoles, mais il est parfois désigné par un terme différent.En Espagne par exemple, on utilise le terme de « bodega familiar ». En Suisse, on parle de « vigneron encaveur » ; l'encavage désignant l'activité du vigneron indépendant. La CEVI rassemble ces différentes désignations derrière une même définition : « le vigneron indépendant, l'Homme par qui le Terroir se fait vin ». 

### Poids des vignerons indépendants
Les vignerons indépendants occupent une place importante au sein du secteur viticole européen, tant du point de vue de la superficie que de la production. En France, en 2010, les 6 000 vignerons indépendants membres de Vignerons Indépendants de France occupaient 124 500 hectares et ont produit 5,8 millions d'hectolitres. 64,5 % de ces volumes sont des vins à AOC. Les vignerons indépendants ont aussi un impact important sur la zone rurale dans laquelle ils sont implantés, particulièrement du point de vue de l'emploi et du tourisme.